# Anastasia Potapova
Anastasia Sergheevna Potapova (n. 30 martie 2001, Saratov, Saratov, Rusia) este o jucătoare de tenis din Rusia. Potapova este o fostă junioară nr. 1, precum și campioana la feminin a Campionatului Wimbledon din 2016, când a învins-o în finală pe ucraineanca Daiana Iastremska.